# Ischalis
Ischalis is een geslacht van vlinders van de familie spanners (Geometridae), uit de onderfamilie Ennominae.

## Soorten
- I. fortinata Guenée, 1868
- I. gallaria Walker, 1860
- I. nelsonaria Felder, 1873
- I. variabilis Warren, 1895